# Ernst Justus Haeberlin
Ernst Justus Haeberlin (* 19. Juni 1847 in Frankfurt am Main; † 5. Dezember 1925 in Frankfurt-Eschersheim) war Rechtsanwalt und Kommerzienrat zu Frankfurt am Main. Bekannt wurde Haeberlin jedoch vor allem als Numismatiker.

## Leben
Neben seinem Beruf trieb er umfangreiche numismatische Forschungen und Reisen. 1906 war er Mitgründer der Frankfurter Numismatischen Gesellschaft. Seine Münzsammlung wurde nach seinem Tod aufgelöst, ein Teil versteigert, nur der Aes-grave-Bestand und Teile der Münzsammlung kamen im Jahr 1940 in das Münzkabinett der Staatlichen Museen zu Berlin.

## Porträtmedaille
- 1917 Bronzeguss, 70 mm, auf seinen 70. Geburtstag. Medailleur: Max Lewy. Vorderseite: Kopfbildnis nach rechts. Rückseite: Januskopf.[3]

## Schriften
- Aes grave. Das Schwergeld Roms und Mittelitaliens einschließlich der ihm vorausgehenden Rohbronzewährung. 2 Bände (Bd. 1: Enthaltend die Münzverzeichnisse. Bd. 2: Tafelband.). Baer & Co., Frankfurt am Main 1910, (Digitalisat: Band 1, Band 2).
- Zum Corpus numorum aeris gravis. Die Systematik des ältesten römischen Münzwesens. Verlag der „Berliner Münzblätter“, Berlin 1905 (Digitalisat).